# Taftania oxycyma
Taftania oxycyma är en fjärilsart som beskrevs av Edward Meyrick 1937. Taftania oxycyma ingår i släktet Taftania och familjen mott. Inga underarter finns listade i Catalogue of Life.